# 공덕귀
공덕귀(孔德貴, 1911년 4월 21일~1997년 11월 24일, 경남 통영)는 일제강점기와 대한민국의 교육자, 사회사업가이자 여성운동가, 신학자, 종교인, 사회기관단체인, 야당운동가이며, 대한민국의 제4대 대통령 윤보선의 배우자이다. 동래여자고등학교를 졸업하였다. 1940년 일본 요코하마 공립여자신학교를 졸업하고 김천 황금동교회의 전도사로 부임하였다. 이후 전도사와 신학 강사로 활동하였으며 창씨개명을 거절하여 조선총독부의 요시찰 인물로 지목되었다.
광복 직후 한신대학교의 신학 강사로 활동, 미국 유학 준비 중 주변의 권유로 당시 서울특별시장이던 윤보선과 결혼했다. 1974년 11월 27일 민주회복국민선언, 76년 명동 3·1 민주 구국선언 등의 서명에 참여하였으며, 인혁당 사건, 민청학련 사건 관련자들의 석방, 탄원운동에 적극 참여하였고 형장을 지키기도 했으며, 구속자가족협의회 의장, 양심범가족협의회 회장 등을 지냈다. 남편인 윤보선과 함께 민주화 운동에 참여하였고, 독자적으로 신학자와 여성운동가로서 제3공화국과 제4공화국 기간 중 박정희 정권에 대항, 투쟁하기도 했다. 경상남도 출신으로 본관은 곡부(曲阜)이다.

## 생애

### 생애 초기

#### 출생과 유년기
공덕귀는 1911년 4월 21일 경상남도 통영시 명정동에서 지역 유지였던 공도빈(孔道彬)과 방말선(方末善)의 7남매 중 둘째딸로 태어났다. 공자(孔子)의 79대손이며, 어머니 방말선의 다른 이름은 공마리아였다. 그가 태어나 자란 명정동 근처에는 이순신의 영정과 전쟁 때 쓰던 칼, 창, 활 등이 보존되어 있는 충렬사 가 근처에 소재하고 있었다. 그의 선대는 원래 중국 출신이었지만 원나라 사람인 공자의 54세손 공소(孔紹)가 고려 공민왕에게 시집온 노국공주를 따라 와 고려에 정착했다.
아버지 공도빈은 대한제국 당시 군인이었으나 군대가 강제로 해산당한 후 낙향하여 술로 소일하고 있었다. 공덕귀에 의하면 "어이 없게도 일제에 의해 국군이 해산당하는 비운을 맞게 되었다. 그 뒤 아버지는 나라 잃은 백성으로 천추의 한을 품고 낙향하여 시골에 묻혀 살고 있었다. 아버지는 일본인에게 당한 충격과 분노 속에서 폐인같이 되어 가셨다. 아버지는 한많은 세월을 달랠 길이 없어 술로 세월을 보내고 있었다. 그러나 술을 드셔도 결코 주정을 부리는 일이 없이 언제나 정좌하고 계셨다. 속수무책으로 의욕을 잃고 폐인처럼 생을 포기하신 듯 세월가는 데로 시간만 보내셨다."
어려서 어머니 방말선을 따라 기독교 선교사가 세운 부산 진명유치원을 다녔다. 1918년 8세에 통영공립보통학교로 진학하였다.

#### 학창 시절
14세때 통영공립보통학교를 졸업한 후 동래에 살고 있던 삼촌 집에서 공부를 더 할 수 있도록 허락받고 준비하던 중 아버지 공도빈의 임종을 접하였다. 그는 공립보통학교 졸업 무렵부터 꿈은 인도 선교사의 꿈을 희망하였다.
유복한 가정에서 태어났으나 일찍 아버지를 여의고 홀어머니 슬하에서 자랐다. 여장부였던 어머니는 홀몸으로 재혼하지 않고 7남매를 키웠으며, 그는 어머니의 영향을 많이 받았다. 여장부이자 독실한 신앙인이기도 했던 어머니로부터 그는 개신교 신앙과 독립심 강한 여성상을 배우며 성장했다. 후일 그는 어머니 방말선을 회고할 때 35세에 혼자된 어머니는 바느질로 자녀들을 키워낸 용감하고 자랑스런 어머니로 회고하곤 했다.
통영공립고등학교에 입학하였으며, 졸업 후에는 부산 동래 일신여고에 편입학하였다. 일신여학교 시절 그의 같은 반 급우는 23명이었다 한다. 일신여학교 재학 중에는 함께 기도하는 동무(이름은 김두석)를 정하고는 매일 아침 기도실에 나가 기도를 하였다. 훤칠한 키에 피아노와 수영에도 뛰어난 팔방미인으로 ‘만 가지 약장수’로 불렸고, 졸업식에서는 우등상, 도지사상, 4년 개근상을 모두 수상하기도 했다.
한편 공덕귀는 유치원 조보모, 통영 진명여학교 야간반 선생으로 학비를 조달했다. 어려운 가정 환경과 추위와 더위, 체력의 한계를 극복해나가면서 그는 잠을 적게 자고 새벽에는 촛불로 성서와 신학 서적을 탐독하였다.

### 일제 강점기 후반

#### 미국 유학 좌절과 아르바이트
일신여자고등학교를 졸업한 뒤에는 미국으로 유학 계획을 세웠으나 좌절되었다. 그는 코틀 선교사 부인의 어학선생이 되어달라는 제의를 수락하여 부산에 한동안 체류하다가 후에 일본으로 유학한다. 이때 한 선교대회에 나가 이광수가 지었다는 무궁화 노래를 불렀다가 바로 일제 경찰에 끌려가 고문을 당한다.
무궁화 삼천리 내 집인데 어디어디로 가오

봄오면 무궁화 필 터인데 어디어디로 가오

현해탄 물결이 높다는데 어디어디로 가오

그 뒤 거창경찰서로부터 소환장이 떨어졌다. 소환 이유도 모르는 채 그는 진주에서 아침 첫차를 타고 거창으로 갔다. 경찰서에서 취조를 받은 뒤 4,5일간 유치장 신세를 지고 풀려났다. 그에 의하면 "성탄절 이브에 교회에서 부른 노래가 문제가 된 것이었다. 그 노래는 춘원 이광수 선생이 일제의 착취에 못 이겨 조랑 바가지를 차고 살 길을 찾아 만주로, 일본으로, 유랑의 길을 떠나던 우리 백성을 생각하고, 또한 강제로 이리 저리 끌려가는 제 핏줄을 보며 지었던 노래였다."는 것이다.

#### 태평양 전쟁 전후
그 뒤 이미 일본에 유학 중인 김혜경으로부터 "장학금이란 다 얻어 놓았으니 걱정 말고 속히 오라"는 연락을 받고 다음날 관부 연락선을 타고 일본으로 건너가 일본 요코하마 공립여자신학교(도쿄여자신학전문학교의 전신)로 입학했다.
동문인 박용길 선생과 같이 주일학교를 인도했다. 박용길은 후일 목사 문익환의 부인이기도 하다. 졸업 후 29살에 송창근 목사의 경북 김천 황금동교회 전도사로 부임하여 한국교계의 거목 정대위, 조선출, 김정준 목사 등과 함께 활동하게 된다.
1940년 일본 요코하마 공립여자신학교를 졸업하고 귀국, 바로 송창근이 담임목사로 있던 김천 황금동교회의 전도사로 부임하였다. 그해 9월 조선총독부로부터 창씨개명령이 떨어졌으나 그는 창씨개명을 거부하여 요시찰 인물로 감시대상이 되기도 했다. 일제강점기 후반 창씨개명을 거절하고, 기독교 신앙인임을 이유로 신사 참배를 거절했다가 2차례 대구 헌병대에 연행되어 고춧가루, 물고문을 받고 풀려나기도 했다. 다시 일본으로 유학, 1943년 6년제로 바뀐 일본 도쿄여자신학전문학교 4학년에 다시 편입하였으나 마치지 못하고 중퇴, 1944년 황금동교회의 전도사로 다시 복귀하였다. 그는 선을 명확히 하여 신앙과 애국은 구별하는 자세를 취했다.
조선총독부에서는 압력을 넣어 창씨개명과 신사참배를 강요하였지만 그는 자신은 기독교 신자라서 우상을 숭배할 수 없다는 이유로 완강하게 거절했다. 1945년초, 그해 10월무렵에 한국인 불령선인과 요시찰인물들을 경기도 외곽의 야산으로 끌어모은 뒤에 총살한다는 소식을 접하였으나 피신하지 않고 전도사와 강사 활동을 계속하였다.

### 해방 이후

#### 광복과 결혼

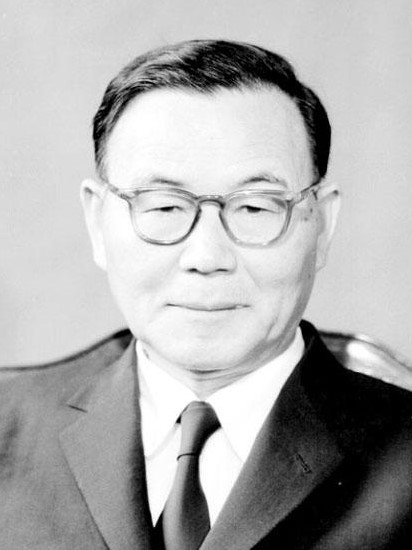
남편 윤보선, 서울시장 재직 시절

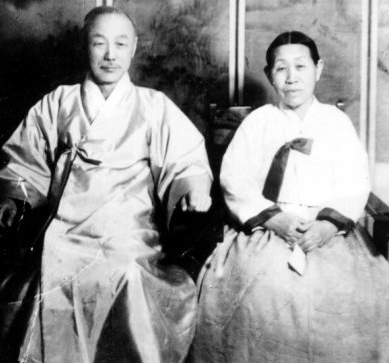
시아버지 윤치소 장로, 시어머니 이범숙 권사 내외

1945년 8월 15일 광복이 되었으나 그는 일체의 정치 활동에 관여하지 않고 목회와 교육 활동에 전념하였다.
이후 전도사로 활동 하던 그는 12월 29일 상경, 1946년 1월 조선신학교(한신대학교의 전신) 여자신학부 전임강사가 되었고, 1948년 조선신학대학 전임강사로 임용되었다. 그 뒤 여자신학부 교수가 되었다.
교직에 있으면서 공덕귀는 공부에 대한 열망이 더 생겨 프린스턴 대학교 신학부 전액 장학금을 확보하고 수속을 밟았다. 나이 40을 바라보도록 독신으로 생활하며 신학자의 꿈을 꾸고 미국 프린스턴 대학교 신학대학에 입학을 결심, 미국 유학을 준비하였다. 그런데 송창근 목사가 유학서류를 빼돌려 유학은 무산된다. 또한 집안에서 중매가 들어와 집안에서 결혼을 강요하면서 그는 고민하였다. 이 무렵 3년 전부터 말이 오가고 있던 윤보선씨(해위)와의 재혼 자리를 여러 목사들이 권했고, 해위 자당께서도 사람을 주기적으로 보냈다. 유학의 기회를 놓친 그를 주변에서 결혼의 길로 몰아갔고 친정어머니도 좋아라 하셨다. 이때 김재준 목사만은 공덕귀의 마음을 헤아려 40년 동안 공든 탑을 무너뜨릴 생각이냐 하시며 마음을 돌이키려 애썼다.[
그러나 결혼을 선택, 1949년 1월 6일 목사 함태영(咸台永)의 주례로 서울 안국동 윤보선의 자택에서 당시 서울특별시장이던 윤보선과 결혼했다. 윤보선 대통령과의 사이에 상구, 동구 등 2남을 두었다.

#### 결혼 생활 초기
한국 전쟁 중 가족을 따라 피난했다가 되돌아왔다. 1960년 8월 13일 윤보선이 대한민국 제4대 대통령으로 취임했으며, 대통령 배우자로 청와대로 이주하였다. 주변의 권유에 의한 결혼으로 신학자로서의 꿈을 접어야 했던 것을 공덕귀는 오래도록 아쉬워하였다.
결혼 초기 결혼에 대한 부정적인 시각과 선교사의 꿈이 실패한 것에 좌절한 그는 해위와의 결혼 직후 “1949년 1월6일 안국동 8번지로 귀양을 왔다”며 도미 유학의 꿈이 꺾인 것에 대해 자조 섞인 자평을 했다.
39세에 아들 윤상구를 낳고, 피난 중 포소리에 둘째 아이를 임신했으나 사산하였다. 그 뒤 부산 피난 중 42세에 아들 윤동구를 낳아 남편과 시어머니의 사랑을 듬뿍 받았다. 그러나 남편 윤보선의 공직 생활이나 관련된 것에는 전혀 관여하지 않았다. “남편이 서울시장이었고, 다음에 상공장관이 되고 민의원이 되어도 별 감흥이 없었고 한번도 유세장에 따라가 본 적이 없다”고 공덕귀 여사는 술회했다.
상공부장관 시절 남편 윤보선은 손수 도시락과 칫솔, 치약, 비누까지 싸갖고 다녔다. 그는 남편의 장관 재직시절 내내 도시락과 세면세족용구를 손수 챙겨주었다.

#### 제2공화국의 대통령 배우자

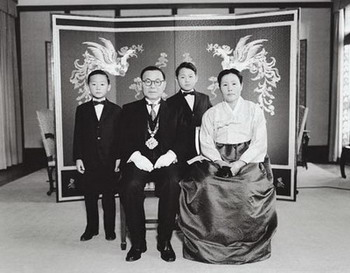
남편 윤보선 대통령외 두 아들과 함께

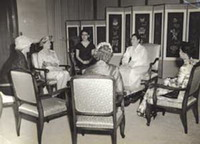
외국인 내빈들과 면담 중인 공덕귀(1960년 8월)

공덕귀는 대한민국의 대통령 배우자로서 항상 한복 차림에 단아한 모습으로 사람들에게 소박한 인상을 주었다. 영어와 일본어, 프랑스어, 라틴어, 히브리어를 모두  구사할 줄 알았던 공덕귀는 의전상의 대통령 배우자 접대 외에 남편을 대신해서 외국인 내빈과 저명 인사들을 면담하기도 했다. 그 밖에 전쟁 고아와 혼혈아 구제사업을 하던 펄 벅 등을 만나 면담하기도 했다.
외교적 방문객이 있을 때 우아한 자태로 손님과 환담을 나누는 활동은 많이 볼 수 있었다. 영국대사 부인의 방문, 매카나기 미국대사 부인과의 환담, 유엔군 모범장병 초대만찬, 미 국무장관 등의 예방시 대통령 배우자의 역할을 수행하였으며, YWCA에서 주관하는 외교관 부인들의 ‘가든 클럽’(Garden Club) 연차 전시회에 참석하고, 메디컬 센터의 아동병원 개설에도 대통령 배우자로서 참석했다. 그러나 대통령 배우자의 지위도 오래 가지 못해 1961년 5·16군사정변으로 윤보선이 대통령직에서 물러나자 그녀도 청와대를 떠나게 되었다. 1962년 3월 22일 윤보선 대통령 사임 후 안국동 자택으로 돌아왔으며, 박정희 정권 출범 이후에는 박순천, 이우정, 이태영 등과 함께 여성운동 지도자로 활약했다.
남편인 윤보선 등과 함께 반독재, 반 박정희 군사정권 운동에 가담해 활동했으나, 신학자이자 종교인, 여성운동가로서 독자적으로 박정희 정권과 투쟁하기도 했다. 1969년 서울 안동교회 여전도회장을 맡았다. 1972년에는 대한예수교장로회 여전도회 서울연합회 회장에 선출되었다.

#### 시민 사회운동과 반 유신 활동
1974년 2월 한국교회여성연합회 대표로 일본 도쿄에서 개최된 국제여성평화회의에 참석, 한국인 원폭피해자문제에 대해 토론하였고, 동년 5월 한국교회여성연합회 초대 인권위원장에 선출되어 1977년까지 역임하였다. 이후 순교자기념사업회 회장 등을 지냈다. 예수교장로회 여전도회 서울연합회장으로 취임했으며, 양심범 가족협의회 회장이 되었다. 1974년 4월에 발생한 민청학련 사건 당시 가담자들을 도왔다는 의혹을 받았으나 혐의점을 찾지 못하였다. 1975년 4월 인혁당 사건 사형수들의 사형집행장을 방문하기도 했다. 74년 예수교장로회 여전도회 전국연합회 부회장에 피선되었다. 한편 사회의 도덕화를 외치며 성매매 반대 운동과 기생관광 반대 운동 등도 주관하였다.
1976년 3월 1일 서울 명동성당에서 열린 명동 3·1 민주 구국선언에 참여하였다.
76년 명동 구국 선언 재판 당시 참석했다가, 김대중의 부인 이희호 등과 함께 강제로 연행되어 길바닥에 버려지기도 했다. 1977년부터 여성노동자들의 생존권 투쟁을 지원하는 활동을 전개, 이 해에 남영나일론과 방림방적 여성근로자들의 임금투쟁을 지원하였다. 1977년 각계 지도자 100여 명으로 구성된 방림방적체불임금대책위원회 위원장에 선출되었으며 NCC 인권위원회 후원회 부회장으로 선출되었고, 남편 윤보선의 반유신 운동을 지원하기도 했다. 한편으로 그는 여성운동과 노동운동에 참여하였다. 그해 한국기독교교회여성연합회 회장에 선출되어 3년간 재임하였다.
1977년 4월 1일 감옥에 있는 양심범과 그 가족들의 모임을 주관, 박정희 정권 아래서의 모든 정치, 사법 재판에 대해 무효화 선언문을 낭독, 발표하였다. 1978년 한국기독학생회총연맹(KSCF)의 이사장에 추대되었고, 그해 동일방직사건긴급대책위원회 상임위원의 한 사람에 선임되었다. 또한 성매매 여성의 구제와 기생관광 반대 운동도 꾸준히 진행해 나갔다. 그해 5월 자신이 부회장으로 있는 ‘한국인권운동협의회’를 이끌고 7월 5일 ‘민주주의 국민연합’에 참여하였다. 1979년 9월 근로여건 개선 관련 YH무역 여공이 신민당사 농성을 하다 경찰에 강제로 연행되었을 때는 YH대책위원회 위원으로 활동하다 경찰에 연행되기도 했다.

### 만년

#### 10. 26 직후
박정희 정권 시절부터 강경 성향의 반공주의자였던 남편 윤보선과 크고 작은 언쟁을 벌이기도 했다. 1980년초 시민운동가와 종교인들과 함께 미국에 광주 학살을 규탄하는 항의서한을 발표하였다. 그러나 남편인 윤보선이 전두환 군사정권의 국정자문회의 의원으로 임명되자 동료들로부터 배척을 당하기도 했다. 이때 그는 남편인 윤보선을 극구 말려 더 참여하지 않게 하였으며 의전용으로 지급된 차량 역시 반납하라고 촉구하였으나 윤보선은 이를 듣지 않았다.
1980년 4월 정부의 산업선교회 활동에 대한 탄압이 심해지자 여성근로자들의 호소문이 연합회로 쌓이기 시작했다. 이후로 여성노동자들의 생존권 투쟁을 지원하는 활동에 나섰다. 한편 1980년대에도 성매매와 기생관광 반대 운동을 계속했고 1983년에는 기생관광실태 조사보고서를 펴냈다. 한편 인혁당 사건 관련자들이 날조, 모함에 의한 것임을 남편 윤보선을 통해 정부에 건의, 인혁당 관련자들의 석방과 사면, 감형조치를 이끌어냈다.

#### 5공, 6공 시절
1983년 한국기독교100주년기념사업협의회 여성분과위원회 위원장, 교회일치·평화·통일을 위한 '민족의 어머니' 운동을 지도하였다. '사랑의 쌀 나누기 운동본부' 실행위원에 선출되기도 했다. 1987년에 6.10 만세 운동 당시 시민사회 지도자들을 위문하였고, 그 해 구로병원 재단 이사장에 피선되었다.
1990년 노환으로 서울대병원에 입원한 남편 윤보선을 간호하였다. 1990년 7월 18일 남편 윤보선이 사망하자 숙부 윤치영 등과 직접 조문객을 맞기도 했으며 수개월간의 추도기간을 가진 뒤, 1993년 80대 고령의 나이에, 이스라엘 성지순례를 하고 돌아왔다. 1992년 '삶과 죽음을 생각하는 회'의 창립에 참여하여 활동하였다. 윤보선 사후 거실에 윤보선의 사진 옆에 양초를 걸고 빈소 비슷하게 꾸며놓았다가 일부 보수적인 교인들로부터 귀신을 숭배하는 것이 아니냐는 비판과 우상화 논란에 시달리기도 했다.

#### 은퇴와 최후
생애 후반에는 교회일치화 운동인 에큐메니칼 운동에도 참여하였다. 1986년 ‘교회일치여성협의회’ 초대회장이 되어 5년간 활동하였다. 1993년 이스라엘 여행 후유증으로 혼수상태에 빠진 뒤 의사소통이 수월치 않을 만큼 건강을 잃었고 치매에 시달렸다. 그러나 94년 10월 기적적으로 정신을 회복하고 자서전 《공덕귀-나, 그들과 함께 있었네》를 출간하였다. 이후 모든 시민운동에서 은퇴하고 자택에서 요양하였다.
1997년 병으로 서울대학교 대학 병원에 입원했다가 퇴원, 1997년 11월 24일 오전 7시30분 서울특별시 종로구 안국동 자택에서 서거하였다. 당시 그의 향년 86세였다.

### 사후
11월 26일 오전 9시 서울 종로구 안국동 안동교회에서 발인하고 가족장으로 선산에 안장되었다. 묘소는 충남 아산시 음봉면 동천리 2구 비룡산에 있는 가족묘지 맨 위에 안장되어 있다.
2010년 6월 모교인 부산 동래여자고등학교로부터 자랑스러운 옥샘인 상(제3회)이 추서되었다.

## 평가
원폭피해자와 구속자 가족 등 소외된 이웃을 위해 사랑을 베풀며 인권운동에도 크게 기여하였다. 한국 사회의 춥고 어두운 곳을 돌보는 데 앞장섰다.
여성운동가 박영숙은 '운동하는 과정 중 내가 공 선생님께 가장 미안했던 것은 경찰이나 기동대가 우리 시위대를 제압하면서 내뱉는 수치스럽고 쌍스러운 욕들이었다. 선생 같은 점잖은 분이 결코 들어보지 못했을 입에 담을 수 없는 그런 말들… 너무나 민망스러웠다. 그런데도 한마디 불평 없이, 다음에 또 그런 모욕을 당할까봐 거부하는 일없이, 언제나 변함없이 그 자리에 나오셔서 우리의 방패가 되시곤 했다.'고 평하였다.

## 저서
- 나 그들과 함께 있었네 (여성신문사, 1994)
- 기생관광실태 조사보고서 (아시아 교회여성연합회, 1983)

## 약력
- 1911년 4월 21일 경남 통영시에서 공도빈과 방말순의 7남매 중 둘째딸로 출생
- 1919년 3월 통영공립보통학교 입학
- 1932년 부산 동래 일신여고 입학
- 1932년~1934년 유치원과 통영소학교 야간반 교사로 활동
- 1936년 일본 요코하마 공립여자신학교 입학
- 1940년 김천 황금동교회 전도사로 부임하였다. 독립운동 혐의로 경찰서 연행돼 고문 후 풀려났다.
- 1940년 창씨개명 거절로 요시찰 인물이 되다.
- 1943년 일본 도쿄신학전문학교 편입학
- 1944년 귀국
- 1945년 8월 15일 광복 후 조선신학교 전임강사로 부임
- 1949년 1월 도미 도중 귀국
- 1949년 1월 6일 함태영 목사의 주례로 안국동자택에서 윤보선 씨와 결혼
- 1949년 6월 윤보선 씨 상공부 장관으로 임명
- 1950년 6·25 전쟁 발발. 임시 수도 부산으로 피난
- 1958년 윤보선 씨가 제4대 국회의원에 당선
- 1960년 4월 19일 4·19 혁명 발발
- 1960년 8월 13일 남편 윤보선이 대한민국 제4대 대통령으로 취임하면서 경무대로 이주
- 1962년 3월 22일 윤보선 대통령 사임 후 안국동 자택으로 돌아옴
- 1972년 예수교장로회 여전도회서울연합회회장
- 1974년 5월 운보선 씨가 민청학련 사건으로 실형 선고 받자 구속자 석방운동 주도, 구속자가족협의회 회장에 선출
- 1976년 양심범 가족협의회 회장
- 1977년 방림방적 체불임금 대책위원회 위원장
- 1977년 NCC인권위원회 후원회 부회장
- 1977년 한국교회여성연합회 회장
- 1978년 한국기독학생회총연맹(KSCF) 이사장
- 1980년 인혁당 사건 구속자 석방운동 지원
- 1987년 구로병원 이사장
- 1990년 7월 18일 남편 윤보선 사망
- 1992년 김옥라 각당복지재단 이사장 등과 함께 ‘삶과 죽음을 생각하는 회’ 결성

## 가족 관계
- 친정아버지: 공도빈(孔道彬)
- 친정어머니: 방말선(方末線)
  - 친정 언니: 공덕연
  - 형부: 임경륜, 목사
  - 동생: 공복덕
  - 매부: 이성수
- 시할아버지: 윤영렬
- 시할머니: 한진숙
- 시아버지: 윤치소(尹致昭, 호는 동야(東野), 1871. 8. 25.~1944. 2. 20.)
- 시어머니: 이범숙(李範淑, 호는 명사(明師), 본관은 전주, 1876. 10. 15.~1969. 6. 18., 교회 권사이기도 했다.)
  - 배우자: 前 대통령 윤보선 (尹潽善, 1897. 8. 26.~1990. 7. 18.) - 대한민국 제4대 대통령
    - 장남: 윤상구(尹商求, 1949. 10. 29.~) 기업인, 사회기관단체인, 건축자재 사업가.
    - 장자부: 양은선(梁恩仙, 1954~, 연세대 사회학과 졸업)
      - 손녀: 윤영란
      - 손자: 윤일영

    - 차남: 윤동구(尹同求, 1952년 7월 12일~, 한국예술종합학교 조형예술과 교수)
    - 차자부: 최영선(崔映仙)
- 사돈: 신규식, 민필호, 김준엽

## 기타
한국 전쟁 당시 참전 군인인 현시학과도 인척 관계였다. 박정희 정권 당시 반 군사정권, 반 유신 활동에 동참한 교육자 겸 민중신학자 현영학 역시 그의 인척으로, 현영학은 그의 시당숙 좌옹 윤치호의 여섯째 사위였다.

## 대중 매체
- 드라마《제2공화국》(1989년, MBC) - 김민정

## 같이 보기
| - 페미니즘 - 민중 신학 - 제2공화국 - 명동민주회복국민선언 - 민청학련 사건 - 인혁당 사건 - 일신여학교 - 6·3 사태 - 윤보선 - 윤상구 - 양은선 - 이우정 - 이태영 - 박순천 - 박인덕 - 김동길 - 김활란 - 김재준 - 장면 - 신규식 - 김규식 - 민필호 - 공도빈 | - 제1공화국 - 제3공화국 - 제4공화국 - 한신대학교 - 나혜석 - 이승만 - 강원룡 - 김영삼 - 계훈제 - 김수환 - 문익환 - 박순천 - 송창근 - 이재오 - 이명박 - 이희호 - 정일형 - 김대중 - 함석헌 - 한명숙 - 장준하 - 김준엽 - 최기일 | - 크리스찬아카데미 사건 - 윤동구 - 윤치영 - 윤치호 - 강원룡 - 한경직 - 현영학 - 현시학 - 함세웅 - 함태영 - 이은혜 - 프란체스카 도너 - 김윤옥 - 김옥윤 - 육영수 - 손명순 - 박차정 |

## 참고 문헌
- 공덕귀, 《나 그들과 함께 있었네》 (여성신문사, 1994)
- 공덕귀, 《기생관광실태 조사보고서》 (아시아 교회여성연합회, 1983)
- 강준만, 《한국현대사산책:1960년대편 1》 (인물과 사상사, 2006)
- 정석기, 《한국 기독교 여성 인물사 2》 (쿰란출판사, 2001)
- 함성득, 《영부인론》(나남출판, 2001)
- 대통령부인의 올바른 역할에 대한 좌담회(박금옥, 한국여성단체협의회 회지 ‘여성’ 中 ,1997)
- 윤보선, 《구국의 가시밭길》 (한국정경사, 1967)
- 윤보선, 《외로운선택의 나날들:윤보선 회고록》 (동아일보사, 1990)
- 윤치영, 《동산회고록:윤치영의 20세기》 (삼성출판사, 1991)